# الجيش السلطاني العماني
يعد الجيش السلطاني العُماني قوة حديثة متطورة ومتكاملة البناء والتسليح والتنظيم ويضم في صفوفه أسلحة المشاه والمدرعات والمدفعية ومنظومة الدفاع الجوي والإشارة والأسلحة الإدارية الأخرى، متسلحاً بالقدرة والكفاءة على خوض المعارك بفضل العناية المستمرة بالتدريب والتحديث وتطوير مستوى الأفراد والمعدات، حيث تأسس في عام 1907م ممثلاً في قوة مشاة صغيرة يطلق عليها حامية مسقط آنذاك لم يكن لها مهام أكثر من كونها حامية منطقة مسقط، ثم تطورت وتوسعت وسميت في عام 1921م بمشاة مسقط، ظلت القوة العسكرية الوحيدة في عُمان إلى أن أدت التطورات التي حدثت في أوائل الخمسينات إلى تشكيل بعض الوحدات الأخرى ثم أستمر في التطور تدريجياً من حيث التنظيم والتسليح وفي مطلع عام 1976م أعيد تنظيم القوات المسلحة بصفة عامة فأصبح سلاحاً مستقلاً أطلق عليه قوات سلطان عُمان البرية حتى عام 1990م عندما صدرت الأوامر السامية بتسميته الجيش السلطاني العُماني.

## التاريخ
عُمان لديها التاريخ العسكري الذي يعود تاريخه إلى القرن السابع في ذلك الوقت كانت قوات من قبيلة الأزد قوية بما يكفي لمساعدة النبي محمد (صَلّى اللهُ عَلَيْهِ وسَلَّم) رفيق أبو بكر الصديق (رضي الله عنه) لحرب المرتدين ويقال أنه حتى قبل ذلك وقبيلة الأزد بقيادة مالك بن فهم الأزدي كانوا قادرين على هزيمة القوة الفارسية التي كانت تسيطر على بعض أجزاء من الساحل العُماني في ذلك الوقت.
وفي بداية القرن السابع عشر تم رفع قوة من القوات العُمانية المعروفة الثانية خلال عهد الأسرة آل يعرب التي اضطرت طرد البرتغاليون خارج البلاد في 1650م وخلال حكم سلالة أسرة آل يعرب غطت المباني المحصنة البلاد من شمال محافظة مسندم إلى الجنوب من محافظة ظفار مما يجعل عُمان قوة عظمى في الخليج العربي.
خلال وقت لاحق من سلالة أسرة آل بو سعيد وخصوصاً في عهد السلطان سعيد بن سلطان بن أحمد آل سعيد كانت عُمان إمبراطورية كبيرة مع قوة عسكرية قوية جداً مما يجعل عُمان واحدة من أعظم القوى في المحيط الهندي في المرتبة الثانية بعد المملكة المتحدة بعد وفاة السلطان سعيد بن سلطان بن أحمد آل سعيد والصراعات السياسية في عُمان أجبرت عُمان لتغلق على نفسها وتحويلها من إمبراطورية قوية لبلد فقير نسبياً.

## مهمات القوات العُمانية
بعد عام 1970م قد أصبحت واحدة من القوات المقاتلة أكثر حداثة وأفضل تدريباً بين دول مجلس التعاون الخليجي. اعترافاً بأهميتها الإستراتيجية بمراقبة مضيق هرمز وبحر عُمان وكافحت السلطنة للحفاظ على درجة عالية من الإستعداد العسكري، قامت عُمان باختبار قدرات قواتها المسلحة بالمشاركة في تدريبات مشتركة مع القوى الأجنبية لاسيما في تدريبات منتظمة مع القوات المسلحة البريطانية وقد إتخذت عُمان زمام المبادرة في الجهود الرامية إلى تعزيز الأمن الجماعي الإقليمي من خلال مجلس التعاون الخليجي في ختام حرب الخليج وإقترحت تطوير قوة أمنية إقليمية لمجلس التعاون الخليجي من 100,000 فرداً.

## دور القوات العُمانية
التصورات في سلطنة عُمان من المشاكل الإستراتيجية في الخليج العربي تختلف إلى حد ما عن تلك الخاصة بدول مجلس التعاون الخليجي الأخرى جغرافياً فإنها تواجه الخارج إلى بحر عمان وبحر العرب وبعد بضعة كيلو مترات فقط من أراضيها - الساحل الغربي لشبه جزيرة مسندم - حدود الخليج العربي ومع ذلك تتقاسم الوصاية على مضيق هرمز مع إيران، موقف عُمان يجعلها ذات أهمية أساسية لأمن الخليج العربي بأكمله في إستعدادها للدخول في تعاون الإستراتيجي مع الولايات المتحدة والمملكة المتحدة، سلطنة عمان قد وقفت دائماً إلى حد ما إلى جانب دول مجلس التعاون الخليجي الأخرى في عام 1980م أبرمت مسقط وواشنطن «تسهيلات» على إتفاق لمدة عشر سنوات منح الولايات المتحدة الأمريكية محدودية الوصول إلى القواعد الجوية في جزيرة مصيرة في عام 1990م وعلى الرغم من أن بعض الحكومات العربية أعربت في البداية عن رفضهم لمنح الولايات المتحدة الأمريكية امتيازات مستندة، يسمح الإتفاق استخدام هذه القواعد فقط على إشعار مسبق ولأغراض محددة خلال الحرب بين إيران والعراق، توترت العلاقات بين عُمان وإيران من خلال الهجمات الإيرانية على تحركات الناقلات في الخليج العربي وقامت بتمركز قاذفات الصواريخ «دودة القز الصينية» قرب مضيق هرمز عززت السلطنة قواتها العسكرية على شبه جزيرة مسندم التي ليست سوى حوالي 60 كيلو متراً من الأراضي الإيرانية، بعد الغزو العراقي لـ دولة الكويت أعلنت سلطنة عُمان عن تأييدها للتحالف الدولي ضد العراق كما ساهمت عُمان بقوات في «عملية عاصفة الصحراء» كجزء من الوحدة العربية المشتركة قيادة القوات - الشرق، مدعوم لواء عُماني جنباً إلى جنب مع السعودية والإمارات والكويت وقطر والبحرين والقوى الأخرى وشارك في الهجوم البري في موازاة ساحل الخليج التي تلاقت في مدينة الكويت ولم يبلغ عن وقوع وفيات للمقاتلين العُمانيين.

## عمليات لاحقة للقوات العُمانية

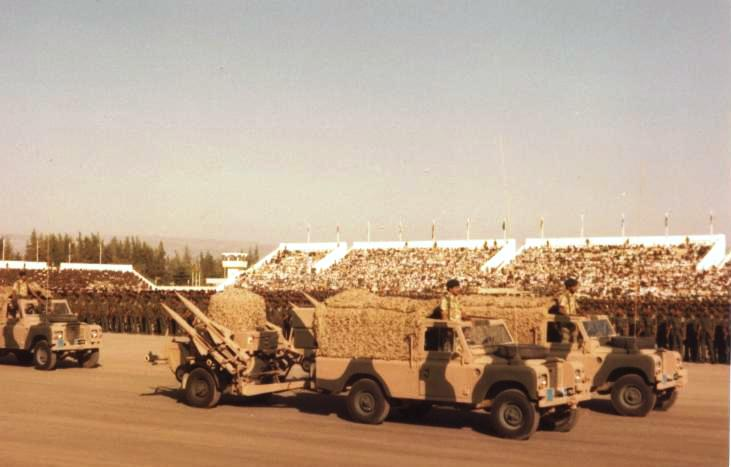
صواريخ مضادة للطائرات من المدفعية العُمانية 1975م

استمر بعض المسلحين بالعبور إلى سلطنة عُمان من المملكة العربية السعودية أو عبر دولة الإمارات العربية المتحدة وزرعوا الألغام التي لا تزال تسبب خسائر لوحدات القوات المسلحة السلطانية العُمانية ، والسيارات المدنية تفتقر إلى الأرقام لمنع عمليات التسلل، وشكلت قوة شبه عسكرية في عام 1960م لمساعدة القوات السلطانية العُمانية في هذه المهمة وأيضاً لتولي مهام شرطة عُمان السلطانية حملة الألغام في نهاية المطاف تضاءلت بعيداً، التهديد الواضح الوحيد لعُمان في هذه المرحلة يبدو أن مجموعة الماركسية غامضة الذين حاولوا اغتيال وزير الداخلية والسلطان وربما أيضاً زرع القنابل على الطائرات المدنية بما في ذلك طائرة فيكرز فيكونت تابعة لـ الخطوط الجوية البريطانية التي فضت في الجو كم 27.5 (17.1 ميل) إلى الشمال من جزيرة إلبا في 29 سبتمبر 1960م، مما أسفر عن مقتل 23 شخصاً كانوا على متنها.

## تنظيم المجال
- واحد HQ الشعب

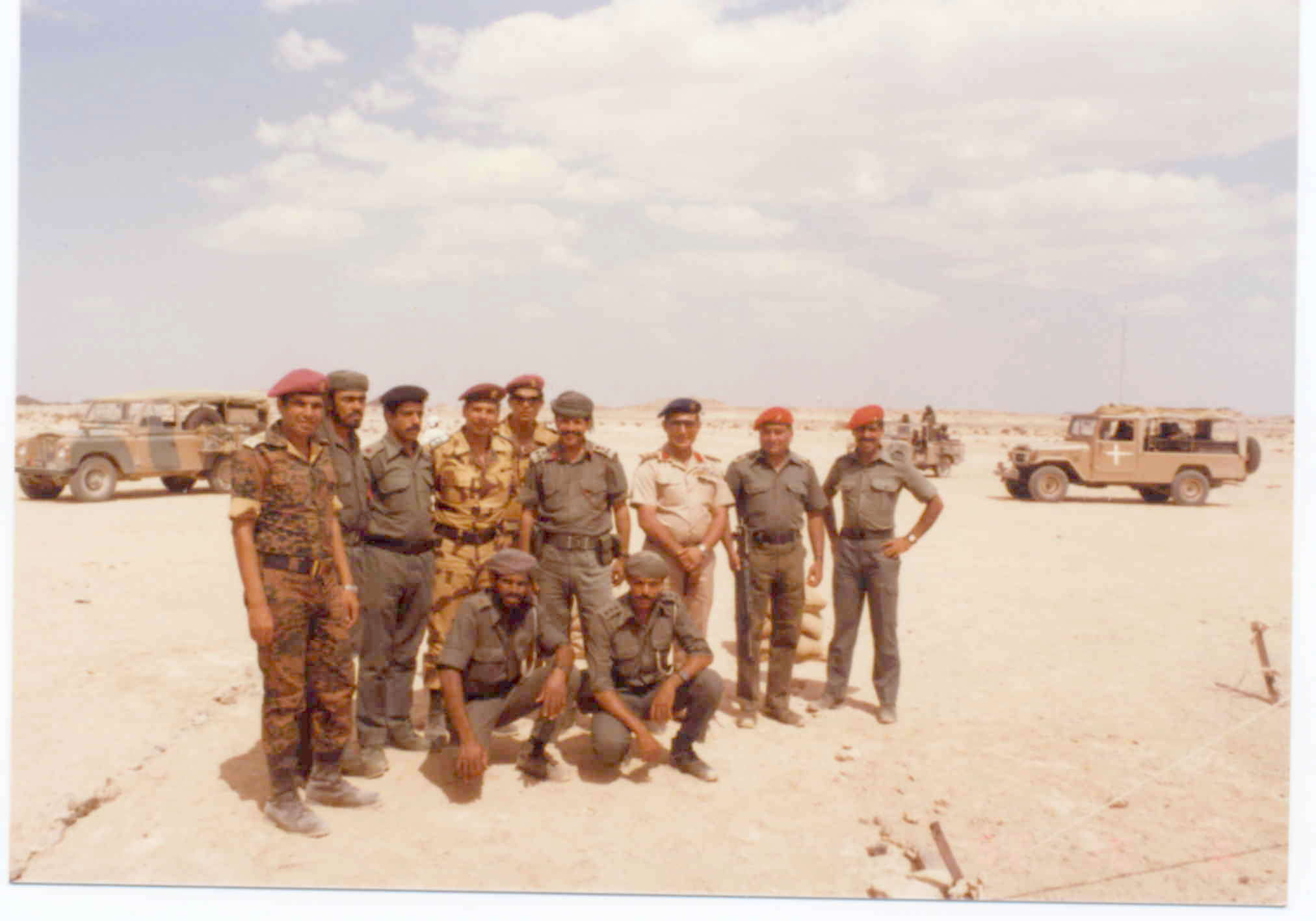
جنود عُـمانيين و مصريين سنة 1981م

- اثنان مقر لواء (لواء الشمال / جنوب لواء)
- درع
  - فوجين المدرعة (كتيبة الحجم، تشالنجر 2 / إم-60 باتون)
  - فوج المدرع للسيارات (الكتيبة)
- المشاة
  - فوج الميكانيكية (كتيبة واحدة)
  - فوج مسقط (كتيبة واحدة)
  - الحدود الشمالية فوج (كتيبة واحدة)
  - الصحراء فوج (كتيبة واحدة)
  - جبل فوج (كتيبة واحدة)
  - جنوب فوج (كتيبتين، تتألف من أفراد البلوش)
- المدفعية
  - أربعة أفواج مدفعية (كتائب)
- القوات المسلحة العُمانية إشارات
- القوات المسلحة العُمانية المهندسين
- القوات المسلحة العُمانية كهربائية ومهندسين الميكانيكيين

## المعدات
القوات السلطانية العُمانية 121,477 مقاتل نوعياً أعلى من العديد من البلدان المجاورة متلقاً دعم بمعدات بريطانية تشالنجر 2 دبابة قتال رئيسية وغيرها من فوج أكبر قليلاً من دبابة إم-60 باتون في الغالب التقريب من لواء المدرعات عُمان الوحيد. تلقت عمان مؤخرا 174 برمائية العربات المدرعة الخفيفة وأكثر من 80 مدرعة VBL من فرنسا إلى تعزيز قدراتها العسكرية. من حيث المدفعية، وردت في 1990م عُمان مدافع الهاوتزر من عيار هاوتزر دانيل جي 6 جنوب أفريقيا وسلطنة عُمان وقدرات مضادة للدبابات وسيتم تعزيزها بشكل كبير من قبل قريباً ليكون بين 100 تسليمها صواريخ الرمح من الولايات المتحدة. على مستوى القوات وغالباً ما يتم تدريب القوات المسلحة في سلطنة عُمان من قبل الرويال مارينز البريطانية البحرية والخاصة والخدمات الجوية (SAS)، عُمان تمتلك واحدة من أكبر كميات في العالم من صواريخ سكود [ما هي؟]
، والتي تتراوح في تقدير أكثر من 30,000 الصواريخ الباليستية. في عام 2008م أنفقت عُمان 7.7٪ من الناتج المحلي الإجمالي على النفقات العسكرية. وفقاً للتايمز أون لاين وعُمان هي موطن للفرقة الموسيقية العسكرية فقط المدعومة من الجمل العربي في العالم بالإضافة إلى ذوي الكفاءات العالية نسبياً من الأسلحة، علاقات تاريخية وثيقة بين العسكرية العُمانية والعسكرية البريطانية وفي مايو 2013م أعلنت الولايات المتحدة صفقة مع سلطنة عُمان بقيمة 2.1 مليار $ لتوريد نظام دفاع جوي.

## المناورات التدريبية
- مناورات خنجر حاد: سلطنة عُمان
- مناورات درع الوطن: سلطنة عُمان
- مناورات نصر: سلطنة عُمان
- مناورات السيف السريع: بين كل من سلطنة عُمان والمملكة المتحدة
- مناورات أسد البحار: بين كل من سلطنة عُمان والمملكة المتحدة
- مناورات كوجار: بين كل من سلطنة عُمان والمملكة المتحدة
- مناورات محارب الجبل: بين كل من سلطنة عُمان وجمهورية فرنسا
- مناورات جبل شمس: بين كل من سلطنة عُمان وجمهورية إيطاليا
- مناورات وادي النار: بين كل من سلطنة عُمان والولايات المتحدة الأمريكية
- مناورات النجاح: بين كل من سلطنة عُمان وجمهورية الهند
- مناورات نسيم البحر: بين كل من سلطنة عُمان وجمهورية الهند
- مناورات الثمر الطيب: بين كل من سلطنة عُمان وجمهورية باكستان
- مناورات جبل: بين كل من سلطنة عُمان والمملكة العربية السعودية
- مناورات سيف حاد: بين كل من سلطنة عُمان ودولة الكويت
- مناورات تعاون: بين كل من سلطنة عُمان ودولة قطر
- مناورات إتحاد: بين كل من سلطنة عُمان ومملكة البحرين بمشاركة دول مجلس التعاون الخليجي

## الكليات العسكرية العُمانية
| الاسم                              | الشعار | المحافظة    | التأسيس      |
| ---------------------------------- | ------ | ----------- | ------------ |
| كلية الدفاع الوطني                 |        | محافظة مسقط | 2013م 1435هـ |
| كلية القيادة والأركان              |        | محافظة مسقط | 1984م 1405هـ |
| كلية السلطان قابوس العسكرية        |        | محافظة ظفار | 1971م 1391هـ |
| الكلية العسكرية التقنية            |        | محافظة مسقط | 2013م 1435هـ |
| أكاديمية السلطان قابوس البحرية     |        | محافظة مسقط | 1960م 1380هـ |
| أكاديمية السلطان قابوس الجوية      |        | محافظة مسقط | 1974م 1394هـ |
| كلية عُمان للمراقبة والسيطرة الجوية |        | محافظة مسقط | 2000م 1421هـ |
| الكلية التقنية للقوات الجوية       |        | محافظة مسقط | 2000م 1421هـ |
| الكلية الفنية الجوية               |        | محافظة مسقط | 1959م 1379هـ |
| الخدمات الطبية للقوات المسلحة      |        | محافظة مسقط | 1920م 1375هـ |

### مركبات مصفحة
| الطراز                       | صورة | نوع               | الكمية | أستحواذ | بلد الأصل        | ملاحظات |
| ---------------------------- | ---- | ----------------- | ------ | ------- | ---------------- | ------- |
| تشالنجر 2                    |      | دبابة قتال رئيسية |        |         | المملكة المتحدة  |         |
| مركبة إصلاح مدرعة            |      | مركبة إصلاح مدرعة |        |         | المملكة المتحدة  |         |
| تشيفتن                       |      | دبابة قتال رئيسية |        |         | المملكة المتحدة  |         |
| إم-60 باتون                  |      | دبابة قتال رئيسية |        |         | الولايات المتحدة |         |
| M728 combat engineer vehicle |      | دبابة قتال رئيسية |        |         | الولايات المتحدة |         |
| بيرانا 2                     |      | دبابة قتال رئيسية |        |         | سويسرا           |         |
| CENTAURO                     |      | دبابة قتال رئيسية |        |         | إيطاليا          |         |
| دبليو زد 551                 |      | مركبة قتال مدرعة  |        |         | الصين            |         |
| Alvis Stormer                |      | دبابة قتال رئيسية |        |         | المملكة المتحدة  |         |
| Alvis Saladin                |      | مركبة قتال مدرعة  |        |         | المملكة المتحدة  |         |
| إف في 101 سكوربيون           |      | مركبة استطلاع     |        |         | المملكة المتحدة  |         |
| Cadillac Gage Commando       |      | مركبة قتال مدرعة  |        |         | الولايات المتحدة |         |
| فهد (ناقلة جنود)             |      | ناقلة جنود مدرعة  |        |         | مصر              |         |

### شاحنة
| الطراز | صورة | نوع   | الكمية | أستحواذ | بلد الأصل | ملاحظات |
| ------ | ---- | ----- | ------ | ------- | --------- | ------- |
| ACMAT  |      | شاحنة |        |         | فرنسا     |         |

#### المدفعية
| الطراز               | صورة                           | نوع                 | الكمية | أستحواذ | بلد الأصل        | ملاحظات |
| -------------------- | ------------------------------ | ------------------- | ------ | ------- | ---------------- | ------- |
| Type 90              |                                | راجمة صواريخ        |        |         | الصين            |         |
| هاوتزر دانيل جي 6    |                                | مدفعية ذاتية الحركة |        |         | جنوب إفريقيا     |         |
| M109 هاوتزر          |                                | مدفعية ذاتية الحركة |        |         | الولايات المتحدة |         |
| L118 light gun       |                                | مدفعية ذاتية الحركة |        |         | المملكة المتحدة  |         |
| (M1954 (M-46         |                                | مدفع ميدان          |        |         | الاتحاد السوفيتي |         |
| هاوتزر FH70          |                                | مدفعية ذاتية الحركة |        |         | المملكة المتحدة  |         |
| هاوتزر M102          |                                | مدفعية ذاتية الحركة |        |         | الولايات المتحدة |         |
| (Dragon Fire (mortar | ------------------------------ | مدفعية ذاتية الحركة |        |         | الولايات المتحدة |         |
| Oerlikon 35 mm       |                                | مدفع ميدان          |        |         | سويسرا           |         |
| Bofors 40 mm gun     |                                | مدفع ميدان          |        |         | السويد           |         |
| (Crotale (missile    |                                | راجمة صواريخ        |        |         | فرنسا            |         |
| (Blowpipe (missile   |                                | راجمة صواريخ        |        |         | المملكة المتحدة  |         |
| BGM-71 TOW           |                                | راجمة صواريخ        |        |         | الولايات المتحدة |         |
| (Rapier (missile     |                                | راجمة صواريخ        |        |         | المملكة المتحدة  |         |
| (Cymbeline (radar    |                                | راجمة صواريخ        |        |         | المملكة المتحدة  |         |
| NASAMS               |                                | راجمة صواريخ        |        |         | النرويج          |         |

#### الأسلحة الصغيرة
| الطراز           | صورة | نوع            | الكمية | أستحواذ | بلد الأصل        | ملاحظات |
| ---------------- | ---- | -------------- | ------ | ------- | ---------------- | ------- |
| انساس            |      | بندقية         |        |         | الهند            |         |
| بندقية إم 16     |      | بندقية اقتحام  |        |         | الولايات المتحدة |         |
| SIG SG 540       |      | بندقية اقتحام  |        |         | سويسرا           |         |
| كاربون 15        |      | بندقية اقتحام  |        |         | الولايات المتحدة |         |
| هكلر أند كوخ MP7 |      | مدفع رشاش      |        |         | ألمانيا          |         |
| L2A3             |      | مدفع رشاش      |        |         | المملكة المتحدة  |         |
| براوينغ هاي باور |      | مسدس نصف آلي   |        |         | بلجيكا           |         |
| M79              |      | قاذفة قنابل    |        |         | الولايات المتحدة |         |
| شتاير أوج        |      | بندقية اقتحام  |        |         | النمسا           |         |
| شتاير أوج        |      | بندقية آلية    |        |         | النمسا           |         |
| براوننج M2       |      | مدفع رشاش ثقيل |        |         | الولايات المتحدة |         |

### من معدات الخدمة
| الطراز                       | صورة | نوع        | الكمية | أستحواذ | بلد الأصل       | ملاحظات |
| ---------------------------- | ---- | ---------- | ------ | ------- | --------------- | ------- |
| Ordnance QF 25-pounder       |      | مدفع ميدان |        |         | المملكة المتحدة |         |
| Ordnance QF 25-pounder Short |      | مدفع ميدان |        |         | المملكة المتحدة |         |
| BL 5.5-inch Medium Gun       |      | مدفع ميدان |        |         | المملكة المتحدة |         |

## أيضا
- القوات المسلحة لسلطان عمان
- سلاح الجو السلطاني العماني
- شرطة عمان السلطانية
- الحرس السلطاني العماني